# Kinga Janurik
Kinga Janurik (født. 6. November 1991 i Budapest) er en ungarsk håndboldspiller, som spiller for Érdi VSE i og det ungarske landshold.